# Physcia tribacia
Physcia tribacia är en lavart som först beskrevs av Erik Acharius och som fick sitt nu gällande namn av William Nylander. 
Physcia tribacia ingår i släktet Physcia och familjen Physciaceae. Inga underarter finns listade i Catalogue of Life.